# Are You There God? It's Me, Jesus
Are You There God? It's Me, Jesus is aflevering 316 (47) van de animatieserie South Park en werd voor het eerst uitgezonden op 12 december 1999.

## Plot
Het verhaal begint wanneer Cartman bij Stan, Kyle en Kenny komt en vertelt dat die ongesteld is en dat er bloed uit zijn billen komt. Hij zegt niet met hen te kunnen hangen met Nieuwjaar maar met volwassen kinderen. Het is bijna nieuwjaarsavond en de mensen in South Park hebben zich allemaal verzameld om Jezus te kunnen zien. Kenny wil ook ongesteld zijn en gaat het proberen. Het blijkt dat er ook uit Kenny's anus bloed komt. Cartman neemt de jongens mee om maandverband te halen.
Meer mensen komen om naar Jezus te kijken. En hij komt maar niet uit zijn huis. Hij durft niet en weet niet wat hij moet zeggen. Want het is bijna een nieuw millennium en daarom moet Jezus raad geven.
Kyle is bang dat hij als laatste ongesteld wordt, en daarom gaat hij liegen dat hij het al heeft. Stan is nu de laatste die het nog niet heeft, en daarom schrijft hij een brief aan God voor hulp. Hij vraagt of God het proces niet kan versnellen. Daarna schrijft Jezus eenzelfde soort brief naar God: hij wil het mooiste nieuwjaarsspektakel dat de wereld ooit gezien heeft. De volgende ochtend staat Stan op en hij is ongelukkig dat hij nog geen bloed in zijn broek heeft, waarop zijn moeder vraagt wat er aan de hand is. Zijn moeder zegt dat het goed is dat het nog niet gebeurd is. Alle mensen staan buiten Jezus' huis op hem te wachten, hij komt naar buiten en zegt dat er inderdaad iets groots gaat gebeuren. Stan gaat naar Chef toe en vertelt dat een vriend van hem al wel ongesteld is. Chef vraagt of hij wel echt weet wat het is en zingt er een lied over.
Jezus is bij Rod Stewarts manager, en de manager zegt dat Rod een beetje oud is maar nog steeds kan rocken. De manager vertelt dat het wat meer geld gaat kosten. Op dat moment komt Rod in een rolstoel binnen. Hij zegt een aantal keren Poopmypants, waarop Jezus de zuster roept. De zuster komt en zegt dat die niet in zijn broek mag poepen.
Stan gaat naar het laboratorium en vertelt dat zijn vader nooit in de puberteit is geweest en zich te veel schaamt om zelf te komen. Stan krijgt van de professor hormonen mee voor zijn vader en loopt vervolgens naar buiten en neemt ze stiekem zelf in.
Cartman en de jongens die al ongesteld zijn (zonder Stan) zitten in Cartmans clubhuis. Kyle moet vertellen wat het woord spirituality (spiritualiteit) voor hem betekent. Stan onderbreekt hen en vertelt dat hij hormonen ingenomen heeft. Hij heeft nu een dunne baard (en de baard in de keel).
De mensen verwachten dat God ook naar het optreden van Rod Stewart komt. Jezus is ongerust en vraagt zijn vader alsjeblieft te komen. Jezus krijgt geen reactie van zijn vader terug.
De volgende ochtend bekijkt Stan zich in de spiegel. Hij heeft een baard, en begint ook borsten te krijgen. De jongens zijn op het concert in Las Vegas, Stan heeft nu echt een zware stem en borsten en een redelijke baard. De mensen op het concert zijn boos op Jezus, want ze wilden God zien. De mensen starten rellen en noemen het de gayest party ever. Jezus begrijpt waarom zijn vader niet kwam, Jezus moet het zelf doen en zijn vader kan niet ieders vraag beantwoorden. Opeens verschijnt God, in een gedaante van een lichtgevende bol, en verandert daarna in zijn echte vorm. De mensen zijn teleurgesteld doordat ze niet hadden verwacht dat God er zo uit zou zien. De mensen mogen één vraag stellen, waarop Stan meteen schreeuwt waarom hij nog niet ongesteld is. God antwoordt dat ongesteldheid alleen voor meisjes is en dat Cartman en Kenny een infectie hadden, en Kyle had gelogen.

## Kenny's dood
Kenny gaat dood in Cartmans clubhuis. Hij heeft ongelofelijke maagkramp en hij zakt in elkaar en er spuit een grote plas bloed uit zijn gezicht. Zijn ouders zitten met Kenny bij het ziekenhuis maar de dokter vertelt dat hij het niet gered heeft. De oorzaak was dat er een tampon in zijn anus vastzat.